# Кримінальна поліція Третього Рейху
Криміна́льна полі́ція Тре́тього ре́йху або Крі́по (нім. Kripo, Kriminalpolizei) — поліцейська служба Третього Рейху.

## Історія створення
Унаслідок реформи поліцейської системи Третього  Рейху в 1936 році Кріпо об'єднана з гестапо в єдину поліцію безпеки (Зіпо).
27 вересня 1939 року було створено Головне управління імперської безпеки (РЗГА) й кримінальна поліція увійшла до його складу як V (п'яте) управління.

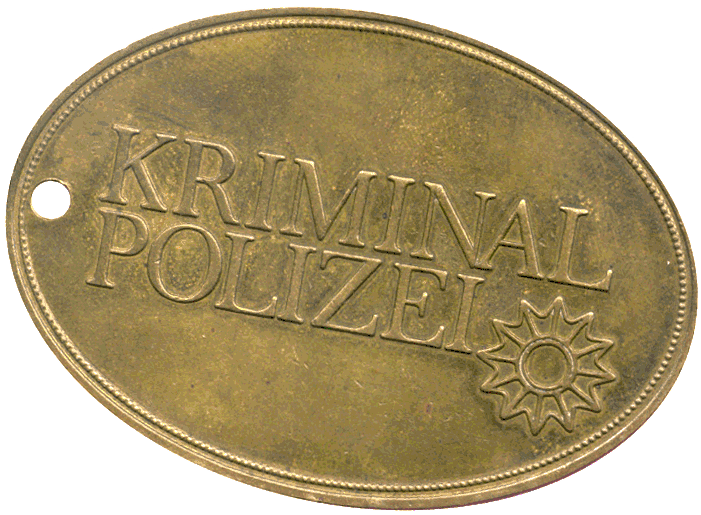
Жетон співробітника кріпо

Існувала до травня 1945 року.

## Структура
Центральний апарат служби налічував 1200 співпрацівників. Управління розподілялось на 4 відділи:
- V А — Кримінальна поліція і превентивні заходи:
  - V А1 — правові питання, міждержавна співпраця й розшук;
  - V А2 — профілактика правопорушень;
  - V А3 — жіноча кримінальна поліція.

- V В — Репресивна кримінальна поліція (злочини і правопорушення):
  - V В1 — особливо небезпечні злочини;
  - V В2 — шахрайство;
  - V В3 — злочини проти моралі.

- V С — Служба упізнавання і розшуку;
  - V С1 — Центральна імперська служба упізнавання;
  - V С2 — розшук.

- V D — Кримінально-технічний інститут поліції безпеки:
  - V D1 — ідентифікація за відбитками;
  - V D2 — хімічний і біологічний аналіз;
  - V D3 — документація.

## Керівники управління
- Артур Небе — з 27 вересня 1939 по 28 червня 1944 року.
- Фрідріх Панцінгер — з 28 червня 1944 по травень 1945 року.